# Молчанова, Наталья Вадимовна
Ната́лья Вади́мовна Молча́нова (8 мая 1962, Уфа — 2 августа 2015, Форментера, Балеарские Острова) — российский фридайвер, чемпионка мира по фридайвингу, экс-президент Российской федерации фридайвинга.
Обладательница более 40 мировых рекордов. Первая в мире женщина, преодолевшая отметку 100 метров при погружении в глубину на задержке дыхания, а также первая в мире женщина, задержавшая дыхание более, чем на 9 минут.

## Спортивные достижения
Начала заниматься фридайвингом в 40 лет.
22-кратная чемпионка мира и обладательница 41 рекорда мира по фридайвингу. Одновременно обладала рекордами в каждой из шести соревновательных дисциплин фридайвинга, а также в дисциплине «переменный вес». Это делало её уникальной спортсменкой-универсалкой, отлично нырявшей как в глубину, так и в длину. Похожих достижений среди мужчин достигли лишь австриец Герберт Нич с рекордами во всех дисциплинах фридайвинга, а также Алексей Молчанов (сын Натальи), обладающий мировыми рекордами в нырянии в длину и в глубину в ластах.
- Постоянный вес: 101 метр. Установлен 25 сентября 2009 года.
- Свободное погружение: 90 метров. Установлен 27 сентября 2009 года.
- 8 мая 2012 года, в день своего 50-летия, установила рекорд по нырянию в глубину без ласт с результатом 66 метров, побив рекорд американки Эшли Футрал-Чепмэн, установившей рекорд (65 м) за день до этого.
- 6 июня 2012 г. (Египет, Шарм-эш-Шейх) Наталья и Алексей Молчановы установили два мировых рекорда с разницей в несколько часов (127m VWT и 125m CWT соответственно)[4].
- Апноэ в статике: 9 минут 2 секунды. Установлен на индивидуальном чемпионате мира по фридайвингу (Сербия, Белград, 21—30 июня 2013 года).
- Апноэ в динамике, без ласт: 182 метра. Установлен на индивидуальном чемпионате мира по фридайвингу (Сербия, Белград, 21—30 июня 2013 года).
- Постоянный вес, без ласт: 70 метров. Установлен 15 мая 2014 года в Дахабе, Египет[5].
- Орхус, Дания, 5-й личный чемпионат мира по фридайвингуАпноэ в динамике: 237 метров. Установлен на командном чемпионате мира по фридайвингу (Сардиния, Италия, 26 сентября 2014 года).

## Проныр арки дахабского Блю-Хола
Наталья Молчанова и её сын Алексей — первые россияне, пронырнувшие арку Голубая дыра на одном вдохе, в том числе и совместно. Молчанова — первая женщина в мире, совершившая проход арки на одном вдохе.

## Научная и преподавательская деятельность
Кандидат педагогических наук, доцент кафедры теории и методики прикладных видов спорта и экстремальной деятельности РГУФКСМиТ.
Автор восьми научно-исследовательских статей, двух учебно-методических пособий, учебника по теории и методике фридайвинга, а также учебной программы по обучению нырянию с задержкой дыхания и подготовке фридайверов-спортсменов.

## Гибель
Пропала без вести 2 августа 2015 года во время погружения около острова Ивиса. Во время занятий фридайвингом Молчанова оторвалась от своих напарников, попав, по всей видимости, в сильное подводное течение при погружении с задержкой дыхания на 30—40 метров. Находящиеся в воде фридайверы и люди на страхующем катере видели момент её всплытия приблизительно в 60 метрах от места начала погружения, после чего Молчанова быстро скрылась под водой. Попытки её немедленного обнаружения с катера или силами ныряльщиков оказались безрезультатны. Дальнейшие поиски проводились в светлое время суток в тот день и на следующие дни. По информации троих её напарников, Молчанова исчезла примерно в двух милях к северо-западу от порта Ла-Савина и пляжа Поньенте на Ивисе. Несчастный случай произошёл вне рамок официальных тренировок или соревнований и не был связан с процессом обучения.
4 августа 2015 года Наталья Молчанова была признана погибшей.
По сообщению властей Испании, поиски тела были прекращены 7 августа.

## Фильмы и видеоклипы
Автор нескольких фильмов и видеоклипов о фридайвинге.
Фильмы:
- Фильм «Грани фридайвинга» (2006)
- Учебно-методическое пособие «Основы Фридайвинга» (2008).
- Учебно-методический фильм «Техника ныряния во фридайвинге» (2009).
- Фильм «Один вдох» по мотивам ее биографии снят в 2019 году, Наталью Молчанову сыграла Виктория Исакова, режиссёр Елена Хазанова.

Видеоклипы:
- Погружение (2004)
- Полёт (2005)
- Танцы под музыку души (2007)
- Фридайвинг по-русски (2007)
- Иллюзии (2007)
- Глубина (2008)

## Интервью
- Интервью Н. В. Молчановой с С. П. Капицей. Программа «Очевидное-Невероятное» (2005). Передача «Погружение в бездну».
- Интервью Н. В. Молчановой с Илоной Коротаевой. Фридайвинг: Расслабьтесь и получайте удовольствие! Комсомольская правда, 06.02.2008.

## Память
- В 2019 году в турецком городе Каш, где проходят фестивали фридайвинга, Молчановой установлен памятник. Скульптура выполнена с использованием оптической иллюзии постоянного визуального контакта[11].